# La Codina (les Planes d'Hostoles)
la Codina és un casal al terme municipal de les Planes d'Hostoles (Garrotxa) catalogat a l'Inventari del Patrimoni Arquitectònic de Catalunya. Al llarg del segle xvii sembla que aquesta casa tingué gran prosperitat i que fou quan es formà el gran casal. Sembla que l'hereu Codina fou l'autor de les diferents ampliacions. Edifici civil de grans dimensions, orientat a sud amb teulada a dues vessants. La construcció presenta tres cossos diferenciats, si bé molt ben alineats i conservant força harmonia. A la façana principal cal destacar un gran portal dovellat damunt el qual hi ha emmarcat l'escut nobiliari de la família i, a sota d'aquest, la inscripció: " B E N E T C U D I NA - 1 6 4 6 ". L'escut d'armes dels Codina, envoltat de motius florals i vegetals estilitzats, està dividit en forma de creu, al costat dret hi ha un objecte que es podria identificar amb una pinya, i a sota un arbre amb fulles. Al cantó esquerre es repeteix l'arbre amb fulles, i a sota té un objecte de difícil identificació (un rectangle disposat en vertical, amb una incisió quadrada al mig).
A la façana de llevant hi ha una llinda, de data anterior a la que consta a l'escut, amb una inscripció que a la part superior mostra dues creus gregues encerclades, una altra creu llatina al mig, i a sota d'aquestes, els caràcters:
A la part esquerra de la casa hi ha una lliça que s'uneix amb unes escales de pedra pel qual s'accedeix a la part posterior, on es troba l'era i una masoveria convertida en corrals i pallissa.
A la part dreta hi ha una capella dedicada a sant Benet, datada de 1650, segons consta a la llinda esculpida a la porta d'entrada a la capella:
A N N O M D C L

D B E N E D I C T O P A T R O N O

M E O

H O C S A C E I L U M

B E N E D I C T U S C U D I N A

S. D. O.. C .

Damunt el portal hi ha un altre escut en baix relleu amb els següents motius: una butlla, dues columnes, i la inscripció "REGNABIT IN. ETERNUM ET VLTRA". A sobre de l'escut s'obre un òcul emmarcat amb una llosa esculpida en baix relleu que forma una estrella de nou puntes.
Amb motiu de les obres d'arranjament de l'accés a la casa es va netejar i esplanar la part davantera del mas. Un tractor va desenterrar diverses pedres tallades que s'ubicaren properes a la façana de ponent. Part d'aquestes pedres, dipositades sense gaire cura formaven part de l'antiga pedra d'altar de la capella de Sant Benet. les mides fan uns 115 cm de llargada per 90,5 cm d'amplada i conserva intacte el lloc d'ubicació de l'ara. Les pedres restants formen part d'un antic sarcòfag de pedra. Es conserven els suports amb un cap d'animal alat esculpit, la tapa trencada en ser traslladada i la part inferior, que fa a la part interna, uns 70 cm de llargada per 40 cm d'amplada. Per les mesures descrites, aquest sarcòfag va recollir les despulles provinents d'un altre lloc després de la mort del difunt, o bé aquest va ser col·locat abans en un podridor.